# Persea rigens
Persea rigens är en lagerväxtart som beskrevs av C. K. Allen. Persea rigens ingår i släktet avokador, och familjen lagerväxter. Utöver nominatformen finns också underarten P. r. oblaticarpa.